# Etschberg
Etschberg település Németországban, Rajna-vidék-Pfalz tartományban. Lakosainak száma 683 fő (2023. december 31.).

## Népesség
A település népességének változása:
| Lakosok száma | 646  | 661  | 663  | 659  | 658  | 683  |
|               | 1975 | 2017 | 2019 | 2021 | 2022 | 2023 |